# 몰리소니아
몰리소니아(학명: Mollisonia)는 캄브리아기에 살았던 절지동물의 멸종한 한 분파이다. 북아메리카 및 중국에 서식했으며 총 4종이 속해 있다. 투구게와 거미가 속해있는 협각류의 초기 구성원으로 보는 연구가 여럿 있다.

## 특징

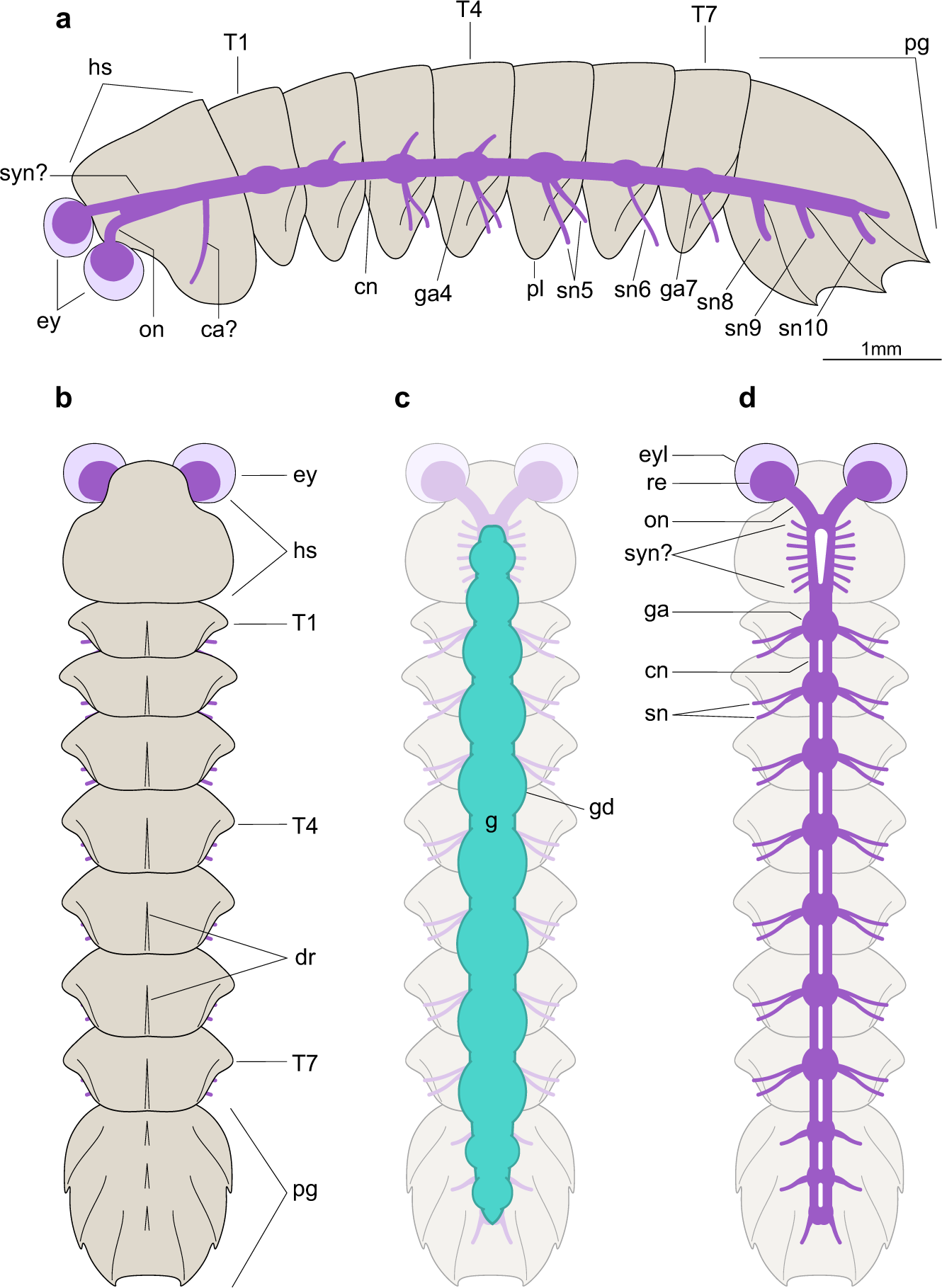
소화계(청록색) 및 신경계(보라색)을 보여주는 Mollisonia symmetrica의 다양한 관점도

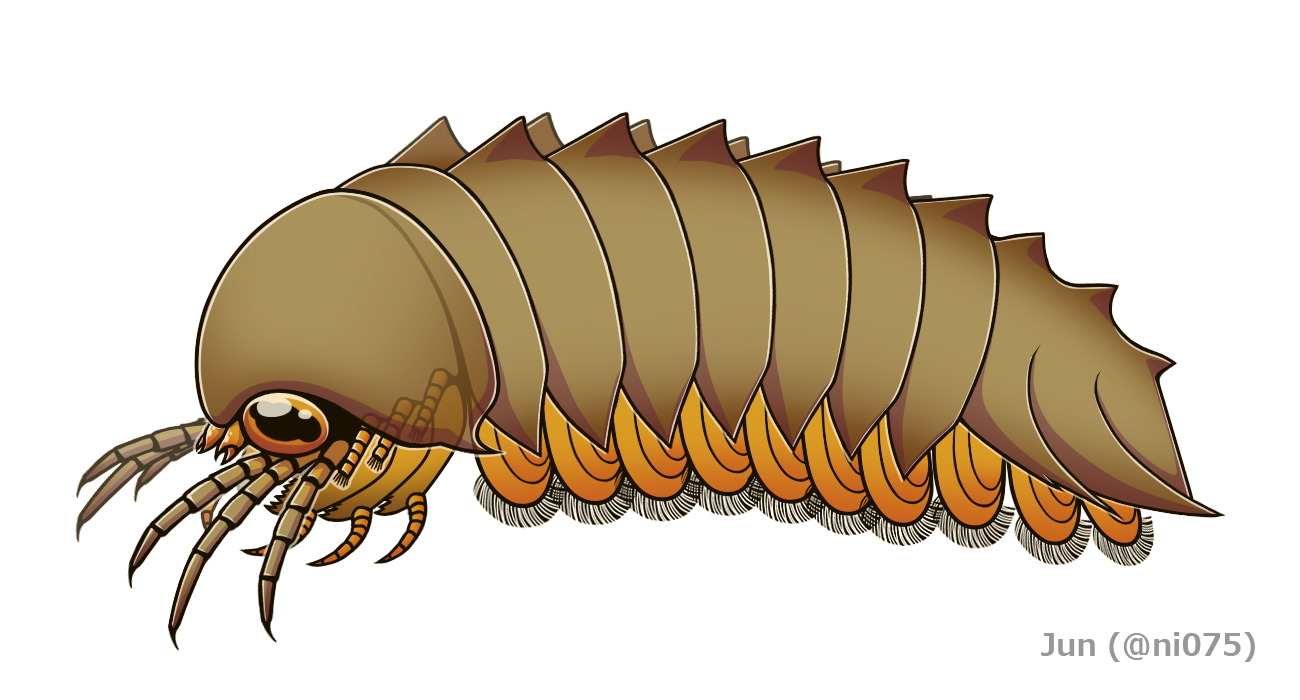
Mollisonia plenovenatrix의 측면을 담은 복원도

몰리소니아속은 캡슐 모양의 등쪽 외골격 (등판)이 특징이며, 7개의 가슴마디 앞뒤로 붙어있는 머리마디와 배끝마디의 크기가 거의 같다. 머리마디 아래에는 거대한 겹눈이 한 쌍이 있으며 여러 개의 걷는다리와 턱바닥(顎基)다리가 각자 총 세 쌍씩 달린다. 몰리소니아는 머리 안쪽으로 집게발 형태의 구기와 합쳐진 고리 모양의 머리 신경다발(동일신경절) 뿐만 아니라 몸통 부속지 밑에 있는 여러 겹의 책아가미 등에서 볼 수 있듯 현생 협각류에서 볼 수 있는 일부 특징들을 가지고 있다는 점에서 중요하다.
몰리소니아는 저서성 포식자로 해저 바닥을 여섯 개의 다리로 걸으면서 전방의 협각과 후방의 악기다리로 먹이를 먹어치웠다. 아가미를 갖춘 몸통 부속지는 오로지 호흡용으로만 쓰였을 가능성이 있다. 이 기능적 구분은 초기 협각류인 하벨리아목보다 좀 더 진협각류에 가깝다.

## 분포 및 분류
몰리소니아속에 속해 있는 이 세 종(P. symmetrica, P. gracilis, P. plenovenatrix)은 버지스 셰일에서 발견되었으며 2006년 기준 군집 전체의 0.1% 미만을 차지하는 21개의 표본이 그레이터 필로포드층(Greater Phyllopod bed)에서 발견되었다 또한 랭스턴 지층, 북미의 휠러 혈암, 중국의 청지앙 생물군(P. sinica)에서도 발견되었다. 몰리소니아속에 속해 있을 가능성이 있는 화석이 당시 오르도비스기에 속해 있던 모로코의 페주아타 지층(Fezouata Formation)과 그린란드의 뵈길드 피오르드 지층(Bøggild Fjord Formation)에서도 발굴되었다.
몰리소니아의 분류적 특성은 2019년 협각 부위가 발견되기 전까지는 수수께끼에 싸여 있었다. 후속 연구에 따르면 이 동물은 초기 협각류로, 하벨리아과의 구성원보다 진협각류 왕관군에 더 가깝다. 또한 코르코라니아(Corcorania) 및 우로코디아(Urokodia. 과거), 몰리소니아목을 함께 구성하는 텔크시오페(Thelxiope)와 밀접한 관련이 있다고 보기도 한다.

## 같이 보기
- 하벨리아
- 버지스 셰일

### 내용주
1. ↑  기절이나 기부가 턱 형태로 변형된 다리.
2. ↑  협각, 鋏角
3. ↑  섭식 및 보행용 머리·머리가슴다리, 호흡용 후체구 다리
4. ↑  예: 하벨리아, 상크타카리스
5. ↑  바다거미를 제외한 협각류 왕관군

### 참고주
1. 1 2 3 4 5  Aria, Cédric; Caron, Jean-Bernard (September 2019). “A middle Cambrian arthropod with chelicerae and proto-book gills”. 《Nature》 (영어) 573 (7775): 586–589. Bibcode:2019Natur.573..586A. doi:10.1038/s41586-019-1525-4. ISSN 0028-0836. PMID 31511691. S2CID 202550431.
2. 1 2  Ortega-Hernández, Javier; Lerosey-Aubril, Rudy; Losso, Sarah R.; Weaver, James C. (2022년 1월 20일). “Neuroanatomy in a middle Cambrian mollisoniid and the ancestral nervous system organization of chelicerates”. 《Nature Communications》 (영어) 13 (1): 410. Bibcode:2022NatCo..13..410O. doi:10.1038/s41467-022-28054-9. ISSN 2041-1723. PMC 8776822. PMID 35058474.
3. ↑  Caron, Jean-Bernard; Jackson, Donald A. (2006년 10월). “Taphonomy of the Greater Phyllopod Bed community, Burgess Shale”. 《PALAIOS》 21 (5): 451–65. Bibcode:2006Palai..21..451C. doi:10.2110/palo.2003.P05-070R. JSTOR 20173022. S2CID 53646959.
4. ↑  Zhang, Xingliang; Zhao, Yuanlong; Yang, Ruidong; Shu, Degan (2002년 11월). “The Burgess Shale arthropod Mollisonia (M. sinica new species): new occurrence from the Middle Cambrian Kaili fauna of southwest China”. 《Journal of Paleontology》 (영어) 76 (6): 1106–1108. Bibcode:2002JPal...76.1106Z. doi:10.1017/S0022336000057917. ISSN 0022-3360. S2CID 130112985.
5. ↑  Peel, John S.; Willman, Sebastian; Pedersen, Stig A. Schack (2020년 3월). “Unusual preservation of an Ordovician (Floian) arthropod from Peary Land, North Greenland (Laurentia)”. 《PalZ》 (영어) 94 (1): 41–51. Bibcode:2020PalZ...94...41P. doi:10.1007/s12542-019-00481-y. ISSN 0031-0220.
6. ↑  Liu, Cong; Fu, Dongjing; Wu, Yu; Zhang, Xingliang (July 2024). “Cambrian euarthropod Urokodia aequalis sheds light on the origin of Artiopoda body plan”. 《iScience》 27 (8): 110443. Bibcode:2024iSci...27k0443L. doi:10.1016/j.isci.2024.110443. PMC 11325232 |pmc= 값 확인 필요 (도움말). PMID 39148713.